# Райская
Райская — деревня на северо-западе Бежаницкого района Псковской области.  Входит в состав сельского поселения Ашевское.
Расположена на правом берегу реки Уды), в 28 км к северо-западу от райцентра Бежаницы.
Численность населения деревни составляет 30 жителей (2000 год).
До 3 июня 2010 года деревня входила в состав ныне упразднённой Ново-Кузнецовской волости с центром в д. Ублиска.